# Tiffany Trump
Tiffany Trump (West Palm Beach, Florida, 13 de octubre de 1993) es una socialité y modelo estadounidense, hija de Donald Trump, 45.º y 47.º presidente de los Estados Unidos, y Marla Maples. Actualmente, vive en la ciudad de Los Ángeles junto con su madre Marla.

## Vida personal
Mientras estudiaba en la Universidad de Pensilvania, conoció al estudiante Ross Mechanic, con quien estuvo en una relación entre octubre de 2015 y marzo de 2018.
En verano de 2018, mientras estaba de vacaciones en Grecia, conoció a Michael Boulos, un milmillonario libanoestadounidense que pertenece a Boulos Enterprises y a SCOA Nigeria en Nigeria. Desde entonces mantienen una relación. En enero de 2021, anunciaron su compromiso. Se casaron el 12 de noviembre del 2022 en la casa de su padre en Mar-a-Lago, Florida. En octubre de 2024, su padre, Donald Trump, anunció que Tiffany estaba esperando su primer hijo, el bebé que espera la joven pareja será el undécimo nieto de Donald Trump.
El 15 de mayo de 2025, ella y su esposo dieron la bienvenida a su hijo Alexander Boulos Trump, anunciado en su post en Instagram